# Seguer
Seguer és un agregat de Pontils, a la Conca de Barberà.
Es troba entre Querol, Esblada i Santa Perpètua de Gaià, al peu de la carretera de Santa Coloma de Queralt a Esblada (T-201).
L'antic castell, bastit al cim del turó que domina el poble, conserva bona part dels murs. L'església, dedicada a Sant Bartomeu, és al costat. A la seva part més meridional, hi destaca la urbanització Querol.
En destaca el Molí de Seguer.